# Leonel Picco
Leonel Picco (Wilde, Provincia de Buenos Aires, Argentina; 22 de octubre de 1998) es un futbolista argentino. Juega de volante en Platense de la Primera División de Argentina.

## Carrera
Picco realizó las inferiores en Arsenal, y en 2019 realizó su primera pretemporada con el plantel profesional. El 2 de marzo del mismo año tuvo su debut, ingresando a los 31 minutos del segundo tiempo por Sebastián Lomónaco en el empate a 1 frente a Central Córdoba de Santiago del Estero, y luego, meses más tarde, ambos equipos ascendieron a la Primera División.
Picco debutó en la Primera División el 28 de septiembre, ingresando a los 32 minutos del segundo tiempo por Nicolás Giménez en la victoria por 3-0 sobre Estudiantes de La Plata.
El 8 de julio de 2022 se confirma el traspaso a Colón de Santa Fé.
 En noviembre de 2023 fue cedido a préstamo hasta fines de 2024 a Platense de la Primera División. En enero de 2025 fue adquirido por Platense en una suma aproximada a los 580.000 dólares.
Integró el equipo titular que llegó a la final del Torneo Apertura 2025, siendo una de las figuras y coronandose campeón del fútbol argentino.

## Clubes

### Estadísticas
Datos actualizados al 25 de mayo de 2025.
| Arsenal Argentina |                     |                     |    |    |    |   |   |    |     |   |
| 2.ª | 2018-19             | 1                   | 0  | 0  | 0  | - | - | 1  | 0   |   |
| 1.ª | 2019-20             | 2                   | 0  | 0  | 0  | - | - | 2  | 0   |   |
| 1.ª | 2020                | -                   | -  | 9  | 0  | - | - | 9  | 0   |   |
| 1.ª | 2021                | 21                  | 1  | 11 | 0  | 8 | 0 | 40 | 1   |   |
| 1.ª | 2022                | 6                   | 1  | 7  | 0  | - | - | 13 | 1   |   |
| Total club | Total club          | 30                  | 2  | 27 | 0  | 8 | 0 | 65 | 2   |   |
| Colón Argentina |                     |                     |    |    |    |   |   |    |     |   |
| 1.ª | 2022                | 17                  | 0  | -  | -  | - | - | 17 | 0   |   |
| 1.ª | 2023                | 11                  | 0  | 2  | 0  | - | - | 11 | 0   |   |
| Total club | Total club          | 28                  | 0  | 2  | 0  | - | - | 28 | 0   |   |
| Platense Argentina |                     |                     |    |    |    |   |   |    |     |   |
| 1.ª | 2023                | -                   | -  | 13 | 0  | - | - | 13 | 0   |   |
| 1.ª | 2024                | 22                  | 0  | 15 | 0  | - | - | 37 | 0   |   |
| 1.ª | 2025                | 22                  | 0  | 2  | 1  | - | - | 19 | 1   |   |
| Total club | Total club          | 40                  | 0  | 29 | 1  | - | - | 69 | 1   |   |
| Total en su carrera | Total en su carrera | Total en su carrera | 98 | 2  | 58 | 0 | 8 | 0  | 164 | 3 |
| (1) Las copas nacionales se refiere a la Copa Argentina y a la Copa de la Liga Profesional. (2) Las copas internacionales se refiere a la Copa Libertadores y a la Copa Sudamericana. |                     |                     |    |    |    |   |   |    |     |   |

## Palmarés

### Campeonatos nacionales
| Título           | Club           | País      | Año    |
| ---------------- | -------------- | --------- | ------ |
| Primera División | C. A. Platense | Argentina | A-2025 |

## Estadísticas
- Ficha en Transfermarkt
- Ficha en Soccerway
- Ficha en BDFA